# مداح

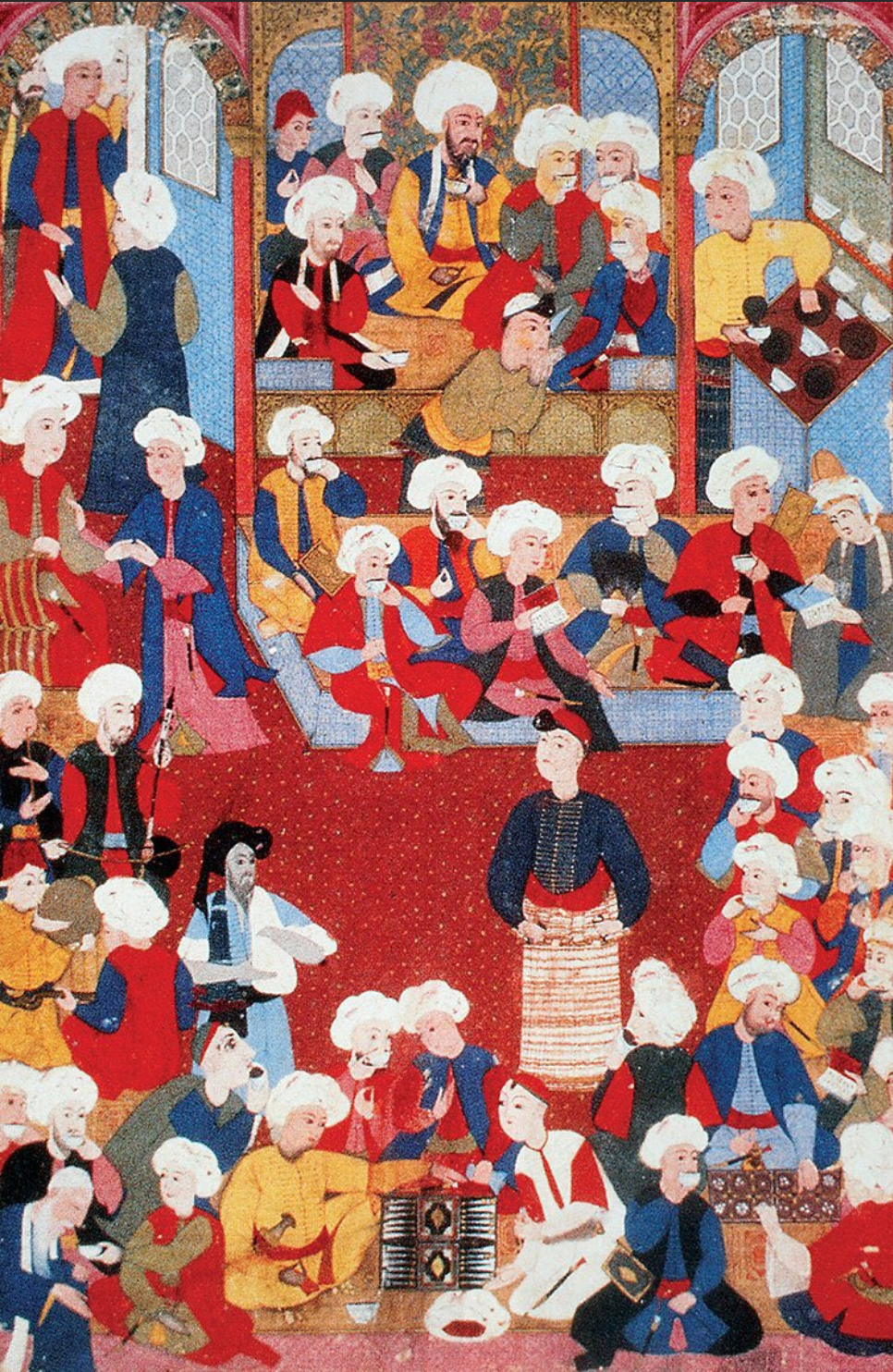
رسم تصويري عثماني لمداح يؤدي في مقهى

مداح هو الاسم الذي يطلق على الراوي التقليدي التركي، الذي يقدم قصصًا أمام مجموعة صغيرة من المشاهدين، مثل جمهور مقهى. كان هذا الأداء شائعًا خاصة في الإمبراطورية العثمانية ابتداءً من القرن السادس عشر. كانت المسرحية عادة تدور حول موضوع واحد، حيث يجسد المداح شخصيات مختلفة، وعادةً ما يتم التعريف بالقصة من خلال جلب الانتباه إلى المغزى الأخلاقي الوارد في القصة. كان المداح يستخدم لوازم مثل المظلة أو المنديل أو أغطية الرأس المختلفة للإشارة إلى تغيير الشخصية، وكان ماهرًا في التلاعب بصوته وتقليد لهجات مختلفة. لم يكن هناك حد زمني على العروض؛ حيث كان المداح الجيد يتمتع بمهارة تعديل القصة حسب تفاعله مع الجمهور.

## نظرة عامة
كان المداحون عمومًا فنانين مسافرين كانوا يسيرون من مدينة كبيرة إلى أخرى، مثل مدن طريق التوابل؛ يعتقد أن هذا التقليد يعود إلى زمن هوميروس. كانت أساليب المداحين مشابهة لأساليب القوالب الذين كانوا يحكون ملحمة يونانية مثل الإلياذة والأوديسا، على الرغم من أن القصص الرئيسية الآن هي فرهات إيل شيرين أو ليلى والمجنون. كانت روافد المداحين تشمل أيضًا قصصًا حقيقية تعدل اعتمادًا على الجمهور والفنان والوضع السياسي.
كان من المعروف أن المداحين في إسطنبول يدمجون الآلات الموسيقية في قصصهم، وكان هذا هو الفارق الرئيسي بينهم وبين دينغبايجين في شرق آناضول الشرقية.
في عام 2008، تمت إعادة إدراج فن المداح في قائمة التراث الثقافي غير المادي للإنسانية.

## التاريخ
بدأ المداح أصلاً كرواة حكايات دينية وبطولية، وكانت له جذوره في تقاليد الأدب الشفوي التركي. بينما استندت قوة رواية القصص التركية إلى التقاليد البدوية وتقاليد الشامانية التركية المستوردة من آسيا الوسطى بدلاً من التأثيرات الخارجية، تأثرت رواية القصص التركية بالتقاليد العربية والفارسية بحلول القرنين الحادي عشر والثالث عشر لتصبح شكلًا من أشكال المسرح الفردي. تمثل هؤلاء الراوين الذين يحكون بشكل رئيسي قصصًا ملحمية باسم قصّاهان، حيث تحتوي قصصهم على عناصر إسلامية قوية تعزز إيمان المسلمين في الجمهور وتحاول التحول للمسلمين غير المسلمين. كانت هذه القصص موجودة خلال فترة الدولة السلجوقية وعادةً ما تحكي ملحمة عربية وفارسية، وقصص علي وحمزة، بالإضافة إلى حكايات من ألف ليلة وليلة. توسعت هذه القصص بمرور الوقت لتشمل قصصًا مثل بطل غازي.
استمر تقليد كيساهان في الفترة العثمانية، كما يتضح من توثيق كيساهان الذي كان يعمل في القصر الملكي بالاسم مصطفى خلال فترة حكم محمد الثاني. ومع مرور الوقت، أصبح جميع رواة القصص معروفين باسم المداح وأصبحت قصصهم أكثر علمانية. بدأوا في تقليد الحيوانات وإلقاء التلميحات لجذب انتباه الجماهير. ووفقًا لعالم، حدث ذلك "عندما منع رجال الدين المحمدين أي إشارة إلى القديسين في المسرحيات". وهكذا، أصبحت عروض المداح تعتمد على الفكاهة: حيث كانت موضوعاتها تشمل الحكايات البطولية بالإضافة إلى أحداث الحياة اليومية؛ وأصبحت القصص مليئة بالطرافة والتقليد للصور النمطية والأشخاص المألوفين. وأصبحت "الاستهزاء بالأعراف الاجتماعية" وانتقاد المسؤولين، وفي بعض الأحيان حتى السلطان، جوهرًا لعروضهم.
بين القرنين السادس عشر والثامن عشر، زاد المداح تأثيرهم في المجتمع. بقوا شعبيين حتى القرن العشرين. ومع ذلك، انتهى تقليد المداح بحلول منتصف القرن العشرين، حيث اعتبر سوروري، النشط حتى الثلاثينيات، آخر من يمثل هذا الفن. في حين أضعفت السرد التقليدي في المجتمع التركي، استُلمت الدور الصغير الذي كان للمداح من قبل الأشيق.